# Flugplatz Sinj

i7
i11
i13
Der Flugplatz Sinj (kroat. Zračna luka Sinj, ICAO-Code: LDSS) ist ein Sportflugplatz in der Stadt Sinj in der Gespanschaft Split-Dalmatien in Kroatien. Er wird durch den Aeroklub Sinj betrieben.

## Lage
Der Flugplatz Sinj liegt drei Kilometer östlich von Sinj.

## Flugbetrieb
Der Flugplatz verfügt über eine 1026 m lange und 61 m breite Start- und Landebahn aus Gras (Richtung 08/26). Es findet Flugbetrieb mit Flugzeugen bis 5700 kg höchstzulässiger Abflugmasse statt.
Der Flugplatz ist der ehemalige Flughafen der Stadt Split und bietet eine Lande- und Unterstellmöglichkeit für Kleinflugzeuge. Auf dem Sportflugplatz sind die Mitglieder des Aeroklub Sinj sowie Flugsportbegeisterte aus dem weiteren Umfeld (größtenteils Split und Umgebung) aktiv.